# V.P. Seidelin
Valentin Peter Seidelin (født 30. april 1781 i Køng, død 3. januar 1863 i Dreslette) var en dansk præst.
Han var søn af sognepræst i Køng Sogn Ivar Seidelin (1747-1847) og Anna Marie født Falsen (1750-1807). Han blev cand.theol. 1803 og 1804 ansat som lærer i dansk og historie for prinsesse Charlotte Frederikke ved hoffet i Mecklenburg-Schwerin, hvilket han var til 1806, da hun blev formælet med prins Christian (VIII). Seidelin blev sat på ventepenge og blev bibliotekar for prinsen.
Seidelin var periodisk knyttet til guldalderens miljø på Bakkehuset.
I 1809 blev V.P. Seidelin sognepræst til Dreslette Sogn på Fyn og fra 1837 tillige provst for Båg og Vends Herreder. Han blev konsistorialråd 1829, Ridder af Dannebrog 28. oktober 1836 og Dannebrogsmand 26. juni 1845. Ved sit 50-års-præstejubilæum i 1859 fik han rang med biskopper.
Seidelin var senere huslærer for prins Frederik (VII) på Frederiksgave (nu Hagenskov) og tegnede selv sin præstegård i Dreslette i klassicistisk stil. Han udgav Historisk Topographie over Dreslette Sogn (1831).
26. oktober 1809 ægtede han Margrethe Dorothea Jacobsen (14. februar 1787 - 29. marts 1879).